# Denton (Kent)
Pour les articles homonymes, voir Denton.
Denton est un village du Kent, en Angleterre.